# 장통
장통(張統, ? ~ ?)은 서진 ~ 전연의 인물로, 요동군 사람이다.

## 사적
낙랑·대방에서 할거하고 있었는데, 고구려가 낙랑을 공격하자 왕준은 낙랑의 1,000가구의 사람들을 데리고 전연의 모용외에게 귀부할 것을 종용하였다. 장통은 왕준의 말대로 하였고, 모용외에게 귀부하여 낙랑태수에 임명되었다.

## 같이 보기
- 모용외
- 왕준